# Zaminbank
Zaminbank — коммерческий банк Азербайджана.

## Общие сведения
Банк был создан в форме открытого акционерного общества.
Лицензия на деятельность «Zaminbank» была выдана 16 ноября 1992 года на все типы банковских операций. 
У банка было 19 филиалов и 36 подразделений, в том числе в Баку, Гяндже, Сумгаите.
Банк являлся членом Азербайджанской Банковской Ассоциации, Бакинской межбанковской биржи.
Являлся членом систем SWIFT и Visa.
6 мая 2005 года банком были выпущены облигации на сумму 1 млн манат. Облигации были погашены. 
В 2006 году банком была внедрена собственная система мгновенных денежных переводов «Caspian Money Transfer».
С 2007 года банк начал выдавать ипотечные займы.
Zaminbank вложил 1,7 млн манат в уставной капитал страховой компании «Bashak İnam Sigorta», приобретя 24 % акций компании.   
На 2007 год в банке работало 284 сотрудника. Насчитывалось 28 филиалов.
Уставный капитал банка составлял 32 млн 181 тыс. манат. В результате эмиссии акций, осуществлённой в декабре 2012 года, уставный капитал был увеличен до 42 млн 181 тыс. 800 манат. В сентябре 2013 года в результате очередной дополнительной эмиссии планировалось увеличить уставный капитал до 52 млн 181  тыс. 800 манат.
Банк являлся членом Фонда страхования вкладов.
Головной офис банка располагался в Баку, ул. Физули, 59.

## Банкротство
С 2004 по 2016 год председателем ОАО «Zaminbank» являлся Надир Исмайылов. Он также являлся председателем Наблюдательного совета банка. 
21 июля 2016 года решением Совета директоров Палаты по надзору над финансовыми рынками Азербайджана лицензия банка была отозвана. Отзыв лицензии был связан с тем, что активы банка не были классифицированы в соответствии с законодательством, банк не создал достаточных резервов, совокупный капитал банка не соответствовал минимальным требованиям.  
Банк также предоставлял государственным органам искажённые отчёты. 
Решением Бакинского административно-экономического суда №1 деятельность банка была прекращена. 22 июля 2016 года ликвидатором банка назначен Фонд страхования вкладов. В банк была назначена временная администрация. 
С 25 июля 2016 года Фонд страхования вкладов начал процесс ликвидации банка. После проведения оценки активов банка было подано обращение в суд о признании банка банкротом. 4 октября 2016 года банк был объявлен банкротом. Банк находится в процессе ликвидации. 
80% вкладов в банке составляли вклады в иностранной валюте.
29 июля 2016 года в связи с недостатком средств Фонд страхования вкладов обратился за кредитом в Центральный банк Азербайджана для осуществления компенсационных выплат.
С 1 августа 2016 года Фондом страхования вкладов начата выплата компенсаций по застрахованным вкладам.
С 1 марта 2016 года верхняя планка процентной ставки по страхуемым вкладам в иностранной валюте составила 3%. Верхняя планка годовой процентной ставки по страхуемым вкладам в национальной валюте составила 12%. Застрахованным вкладчикам выплачивается компенсация в размере 100% от суммы вклада при сумме вклада не свыше 30 тыс. манатов (по договорам, заключенным до 2 марта 2016 года). Вклады по договорам, заключенным после 2 марта 2016 года, застрахованы в полном объеме.
На 1 мая 2017 года вкладчикам банка выплачено 58 млн 211 тыс. манат.
В декабре 2018 и январе 2019 года Фондом страхования вкладов Азербайджана движимое и недвижимое имущество банка было реализовано на аукционе.16 октября 2019 года Фондом страхования вкладов начат процесс выплаты средств физическим лицам по незастрахованным вкладам. Выплаты осуществлялись по требованиям, не превышающим 10 тыс. долл. (17 тыс. манат) через филиалы Kapital Bank.
На декабрь 2024 года общие обязательства банка составляли 175 млн манат. Из них 84,5 млн — долг перед Центральным банком Азербайджана.
Кроме того, не погашена задолженность банка на сумму 31 млн манат по процентам и штрафам.

## Судебное разбирательство
26 декабря 2018 года возбуждено уголовное дело в отношении руководителя филиала ОАО «Zaminbank» в Газахе Мазахима Мирзоева.
В марте 2019 года выявлена кража из банка 480 000 манат. Возбуждено уголовное дело. 
В ноябре 2019 года в ходе рассмотрения уголовного дела должностных лиц и работников банка банку был компенсирован ущерб в размере 1 млн 337 тыс. манат.1 июля 2020 года Надир Исмайылов был арестован.  
7 июля 2020 года выявлен факт хищения Исмайыловым кредитных средств на сумму более 16 млн манат. Кроме того, выявлено, что с использованием поддельного документа им присвоено также 145 000 манат.
Далее в ходе разбирательства было выяснено, что Надир Исмайылов присвоил 72.3 млн манат финансовых средств банка, используя должностное положение, и 5 млн манат путем мошенничества. 4 февраля 2022 года приговорён к 14 годам лишения свободы. 
11 февраля 2022 года имущество Исмайылова было конфисковано.
На июль 2020 года было возбуждено 7 уголовных дел в отношении 11 человек. Возмещён ущерб на сумму 18 млн манат.
Крупным заёмщиком банка является Этибар Алиев, собственник «Texnika Bank». В 2013 году Алиев взял кредит в «Zaminbank» под залог недвижимости на сумму 34 млн манат. На 2025 год кредит остаётся не погашенным. При этом, вынесены решения суда о взыскании долга.
11 декабря 2024 года Службой финансового мониторинга Азербайджана на счету экс-председателя ОАО «Zaminbank» Надира Исмайылова в Великобритании обнаружено 2.5 млн фунтов стерлингов (5.4 млн манат).
У собственника банка по уголовному делу были конфискованы люксовые автомобили и недвижимость в различных районах Баку.
6 марта 2025 года в Великобритании на банковский счёт экс-председателя ОАО «Zaminbank» Надира Исмайылова был наложен арест.